# Текстильщик (Донецк)
Текстильщик (укр. Текстильник) — крупный микрорайон, расположенный в юго-западной части Донецка. Входит в состав Кировского района.

## История
До 1972 года на территории, которую ныне занимает Текстильщик, находились поселок Раковка, в советское время носивший также официальное название «посёлок имени Островского», совхозные поля и, расположенный в районе шахты № 19, военный аэродром.
Первый этап строительства жилого массива пришёлся на 1971—1975 гг. Новый микрорайон должен был обеспечить жильём работников Донецкого хлопчатобумажного комбината и Донецкой камвольно-прядильной фабрики. Благодаря этим предприятиям жилой массив и получил своё название.
Во время строительства камвольно-прядильной фабрики и первой очереди микрорайона была снесена значительная часть одноэтажных домов Раковки.
Второй этап застройки датируется 1979—83 годами. Третий этап — 1989—1993 годы.
В начале 1990-х годов в связи с экономическим кризисом хлопчатобумажный комбинат и камвольно-прядильная фабрика практически остановили производство. Массовая невыплата заработной платы вынудила многих работников предприятий заняться челночной торговлей. На Текстильщике возникает крупнейший в городе стихийный вещевой рынок, который получает неофициальное название «вьетнамский рынок» (значительную часть работников текстильных предприятий, занявшихся торговлей, составляли выходцы из Вьетнама). Текстильщик и сейчас остается одним из центров торговли в Донецке. В микрорайоне расположены крупные рынки «Сокол» и «Меркурий», а также несколько супермаркетов.

## Территория и границы
Главные транспортные магистрали микрорайона — улицы Петровского, Пинтера, Текстильщиков, Ляшенко, Островского, Терешковой и Бахметьева.
Границы микрорайона:
- с востока по улице Гаргаева граничит с посёлком шахты № 19;
- с запада по железнодорожному полотну граничит с посёлком ДСК (Петровский район);
- к северу от улицы Петровского к микрорайону прилегает частный сектор, относящийся к посёлку Рутченково;
- на юге и юго-востоке микрорайон опоясывается промзонами текстильных предприятий, полями дачного кооператива и рощей в Раковской балке.

Часть микрорайона, построенная в 1970-е годы неофициально называется Старым Текстильщиком. Территория с более поздними постройками — Новым Текстильщиком. Условная граница между ними проходит по улице Островского.
Жилой фонд Текстильщика состоит, в основном, из 9- 10- и 14-этажных домов.
Также в состав микрорайона входит одноэтажная частная застройка по улицам Поченкова, Бахметьева и Новостройки. Это сохранившаяся часть посёлка Раковка.
Имеется 5 Комитетов общественной самоорганизации : Текстильщик-1, Текстильщик -1а, Текстильщик-2, Текстильщик -3, Текстильщик-4,

## Экономика и промышленность
Донецкий хлопчатобумажный комбинат.
В 1998 году к югу от микрорайона была создана специальная экономическая зона (СЭЗ) «Донецк». На территории СЭЗ расположено несколько предприятий. В частности, цех компании «Nord» (производство холодильной техники).
Также на территории СЭЗ «Донецк» была отведена площадка для строительства мусороперерабатывающего завода, с привлечением шведского капитала. 18 ноября 2009 года городской голова Донецка Александр Лукьянченко и представитель шведской фирмы «Экоэнерджи Скандинавия АБ» заложили первый камень на месте строительства предприятия. Было заявлено, что новый завод позволит Донецку решить проблему утилизации всех твёрдых бытовых отходов, образующихся в городе. Однако, планы по строительству завода привели к акциям протеста со стороны жителей Текстильщика. Была создана инициативная группа, члены которой утверждали, что проект строительства завода не соответствовал санитарным нормам и генеральному плану развития города. В марте 2010 года представители городского совета заявили о том, что завод будет построен в другой части города.

## Образование
На Текстильщике расположены Донецкий профессионально-педагогический колледж, ПТУ № 22 и 118, а также средние школы № 88, 97 и 112, лицей № 30 и гимназия № 92. На улице Терешковой находится Кировская районная библиотека № 3 для детей.

## Здравоохранение
На улице Терешковой находится городская клиническая больница № 27. На улице Островского, в здании бывшего профилактория хлопчато-бумажного комбината — госпиталь Министерства обороны Украины.

## Спорт
В 2008 году на Текстильщике был открыт ледовый спортивный комплекс «Лидер». Это крупнейшее сооружение такого типа в Донецкой области. Кроме того, «Лидер» — первый ледовый дворец, сооруженный на бюджетные средства за годы независимости Украины. На льду спортивного комплекса проводит домашние игры хоккейная команда «Донбасс-2».
Стадион Донецкого индустриально-педагогического техникума является домашней площадкой женского футбольного клуба «Дончанка-ЦПОР».
Также в микрорайоне расположен спорткомплекс «Текстильщик».
В октябре 2016 года начинает своё существование МФК "Текстильщик", который в первый же год выигрывает вторую лигу чемпионата Донецка по футзалу. Соучредителями команды являются Хобта Виталий Владимирович и Самойлов Алексей Игоревич.
В 2018-м году МФК "Текстильщик" меняет концепцию и начинает выступление в первой лиге формата восемь на восемь. После первого неудачного сезона МФК "Текстильщик" завоёвывает золотые медали первой лиги в чемпионате 2019 года.

## Общественные организации
С 1990-х годов микрорайон является местом компактного проживания азербайджанцев. На улице Петровского расположено здание созданной в 2005 году Донецкой областной общественной организации «Конгресс азербайджанцев».
На Текстильщике находятся Центр помощи детям-инвалидам и молодым инвалидам «Радуга» и Донецкий физкультурно-оздоровительный клуб инвалидов «Здоровье».

## Религия
В 2009 году освящен Свято-Георгиевский храм Украинской православной церкви (Московского патриархата), известный тем, что построен на территории остановки "Шахта 19".
Кроме того, в микрорайоне действуют Зал Царства Свидетелей Иеговы, Дом собраний Церкви Иисуса Христа Святых последних дней и Христианский центр баптистской церкви «Свет Евангелия».

## Преступность
Развитие торговли в 1990-е годы привело к возникновению на территории микрорайона рекета и других форм организованной преступности. Текстильщик становится местом криминальных «разборок» и резонансных убийств. Так, 10 января 1996 года возле дома по адресу ул. Высоцкого, 2 были убиты Сергей Абрамов и Иван Фасулаки, связанные, по данным правоохранительных органов, с преступной группировкой, контролировавшей местные рынки.
В 2006 году стали известны обстоятельства жилищной аферы, связанной со строительством многоэтажного жилого дома по адресу ул. Бахметьева, 73. ООО «Социальная инициатива: Москва-Донецк», проводившее строительство, было обвинено в хищении средств инвесторов, выкупивших квартиры в строящемся доме.

## Транспорт

### Автобусы и маршрутные такси
На территории микрорайона расположены диспетчерские пункты ХБК (конечная остановка автобусного маршрута № 47), улица Островского (№ 76, 87), улица Пинтера (№ 77, 85, 12, 58, 98, 40, 66, 65). Кроме того, через Текстильщик проходят маршруты № 42, 42а, 42б, 42г, 47, 129, 78, 61, 66, 66а, 59 и транзитный транспорт в направлении Марьинки и Угледара.

### Трамвай
Через Текстильщик проходят трамвайные маршруты № 8 (связывает микрорайон с центром города) и № 16 (идёт от хлопчато-бумажного комбината в центральную часть Кировского района).

### Железнодорожный транспорт
Железнодорожная ветка «Ясиноватая) — Мариуполь» проходит по западной границе микрорайона. Здесь, на перегоне Рутченково-Мандрыкино, 22 октября 2012 года был открыт остановочный пункт «1146 км».

На улице Петровского находится автомобильный мостовой переход через железнодорожное полотно, который связывает Текстильщик с Петровским районом.

## Природа
В посёлке Раковка берёт начало ручей Берючий. У истоков ручья заложены два пруда (известны также как ставок Раковка). Пруды сильно загрязнены стоками камвольно-прядильной фабрики.
В долине ручья Берючий (в Раковской балке), на южной границе микрорайона, расположена крупная роща, засаженная, в основном, дубами и акациями.

## Известные люди
- Фёдоров Ярослав Сергеевич - участник телешоу Дом-2,Украина имеет талант 3 и 5 сезон. Фёдорова Кира Викторовна - участник телешоу "Поле чудес"

Марина Цвигун — создатель «Великого Белого Братства ЮСМАЛОС». Работала на Донецком ХБК.
- Владимир Завгородний — автор и исполнитель авторской песни[15].
- Александр Стонаев (Гусар) — поэт, путешественник, основатель клуба автостопа «Магистраль»[16].
- Андрей Иконников (Астахов) - ведущий утреннего шоу на радио "Мелодия FM".
- Игорь Журбенко - участник телешоу "Зважені та щасливі - 3".
- Илья Яковлев - участник телешоу "Зважені та щасливі - 3".

## Карта
- Текстильщик на wikimapia. Дата обращения: 16 августа 2011. Архивировано 25 августа 2011 года.